# Киньонес, Джонни
Джонни Рауль Киньонес Руис (исп. Jhonny Raúl Quiñónez Ruiz; род. 11 июня 1998, Кито) — эквадорский футболист, полузащитник клуба «Аукас» и сборной Эквадора.

## Клубная карьера
Киньонес начал профессиональную карьеру в клубе «Аукас». 4 мая 2016 года в матче против «Дельфин» он дебютировал в эквадорской Примере. 3 июля в поединке против «Мушук Руна» Джонни забил свой первый гол за «Аукас». По итогам сезона клуб вылетел из элиты, но игрок остался в клубе и через год помог ему вернуться в элиту. В 2019 году Киньонес на правах аренды выступал за нидерландский Виллем II. По окончании аренды Джонни вернулся в «Аукас».

## Международная карьера
В 2017 году в составе молодёжной сборной Эквадора Киньонес принял участие в молодёжном чемпионате мира в Южной Корее. На турнире он сыграл в матче против команды США.
13 октября 2019 года в товарищеском матче против сборной Аргентины Киньонес дебютировал за сборную Эквадора. 28 октября 2021 года в поединке против сборной Мексики Джонни забил свой первый гол за национальную сборную.

### Голы за сборную Эквадора
| #   | Дата            | Место                                 | Противник | Счёт | Результат | Соревнование      |
| --- | --------------- | ------------------------------------- | --------- | ---- | --------- | ----------------- |
| 01. | 27 октября 2021 | Банк оф Америка Стэдиум, Шарлотт, США | Мексика   | 0:1  | 2:3       | Товарищеский матч |